# Paragus mariae
Paragus mariae är en tvåvingeart som beskrevs av Sorokina 2003. Paragus mariae ingår i släktet stäppblomflugor, och familjen blomflugor. Inga underarter finns listade i Catalogue of Life.